# Parancssoros felhasználói felület

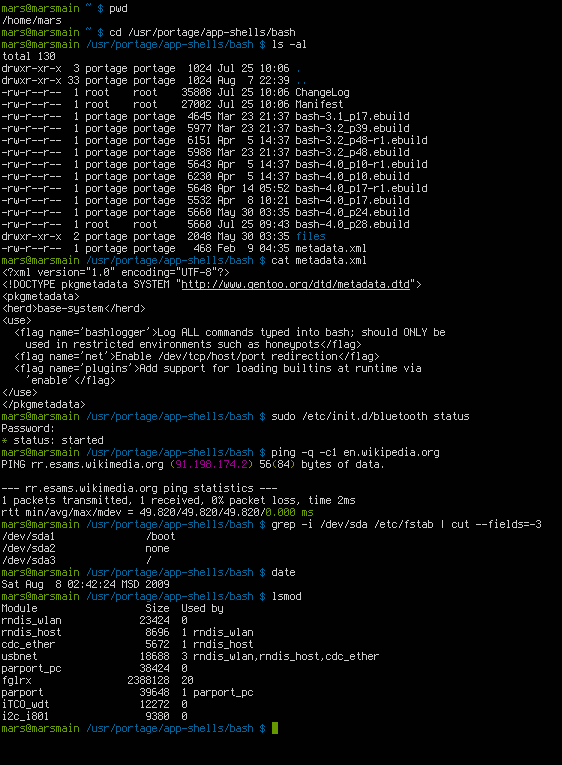
Pillanatkép a Bash-ról Gentoo Linux alatt.

A parancssoros felhasználói felület (angolul: Command Line Interface, elterjedt rövidítése: CLI) a felhasználói felületek egyik változata.

## Jellemzői
Ennél a felhasználói felületnél a felhasználóval való kapcsolattartás parancsok segítségével történik. A felhasználó a billentyűzeten parancsokat gépel be, melyet a számítógép értelmez, végrehajt, és az eredményt (ha van) a képernyőn megjeleníti, esetleg hangjelzéssel jelzi a parancsvégrehajtás befejezését. A kimenet nem csak a monitor lehet, hanem tetszőleges fájl is.
Parancssori felhasználói felülettel szinte mindegyik operációs rendszer rendelkezik, mert sok olyan feladat is megoldható vele, amelyekre a grafikus felhasználói felület nem ad lehetőséget.

## Típusai
A Unix és Unix-szerű rendszerekben a parancssoros felületet úgynevezett parancsértelmező (vagy héj) segítségével valósítják meg. Minden ilyen rendszerben működnie kell egy sh-implementációnak. Az eredeti Unix rendszerekben megtalálható volt az sh mint konkrét szoftver. Ma már a Unix-szerű rendszerek fejlettebb, nem eredeti sh-implementációkat szállítanak, melyek teljesítik az sh-val szemben elvárt követelményeket és kompatibilisek azzal. A Linux-disztribúciók szinte kizárólag a bash (Bourne Again Shell) -t használják, de a fish (friendly interactive shell), a zsh és a ksh is elterjedt.
Mac OS X alatt használható a bash, a Windows-ok pedig saját, MS-DOS-ból örökölt parancsértelmezőjüket használják (COMMAND.COM), ugyanakkor a basht azóta átírták natív, Windows alatti futásra is. Hasonló funkciót tölt be még az AmigaOS CLI, illetve Shell parancsértelmezője is.

## A parancssoros felhasználói felület előnyei és hátrányai
Előnyei:
- gyors (különösen automatikus kiegészítés használatával)
- rugalmas parancsbevitel (sokféle opció megadható)
- automatizálás (kötegelt fájlok, szkriptek végrehajtása)

Hátrányai:
- nem szemléletes (általában rövid parancs- és paraméternevek)
- időbe telik az elsajátítása